# Contatore elettrico
Il contatore di energia elettrica, erroneamente chiamato anche contatore della luce o contatore elettrico, è un dispositivo elettromeccanico o elettronico per la contabilizzazione dell'uso dell'energia elettrica da parte di una residenza, industria o di un particolare dispositivo elettrico.
Il contatore elettrico o il contatore di energia misura l'energia totale consumata in un intervallo di tempo.
Le aziende fornitrici di energia elettrica utilizzano contatori elettrici installati presso i clienti per la fatturazione e il monitoraggio. In genere sono calibrati in unità di fatturazione, la più comune è il kilowattora (kWh).

## Storia

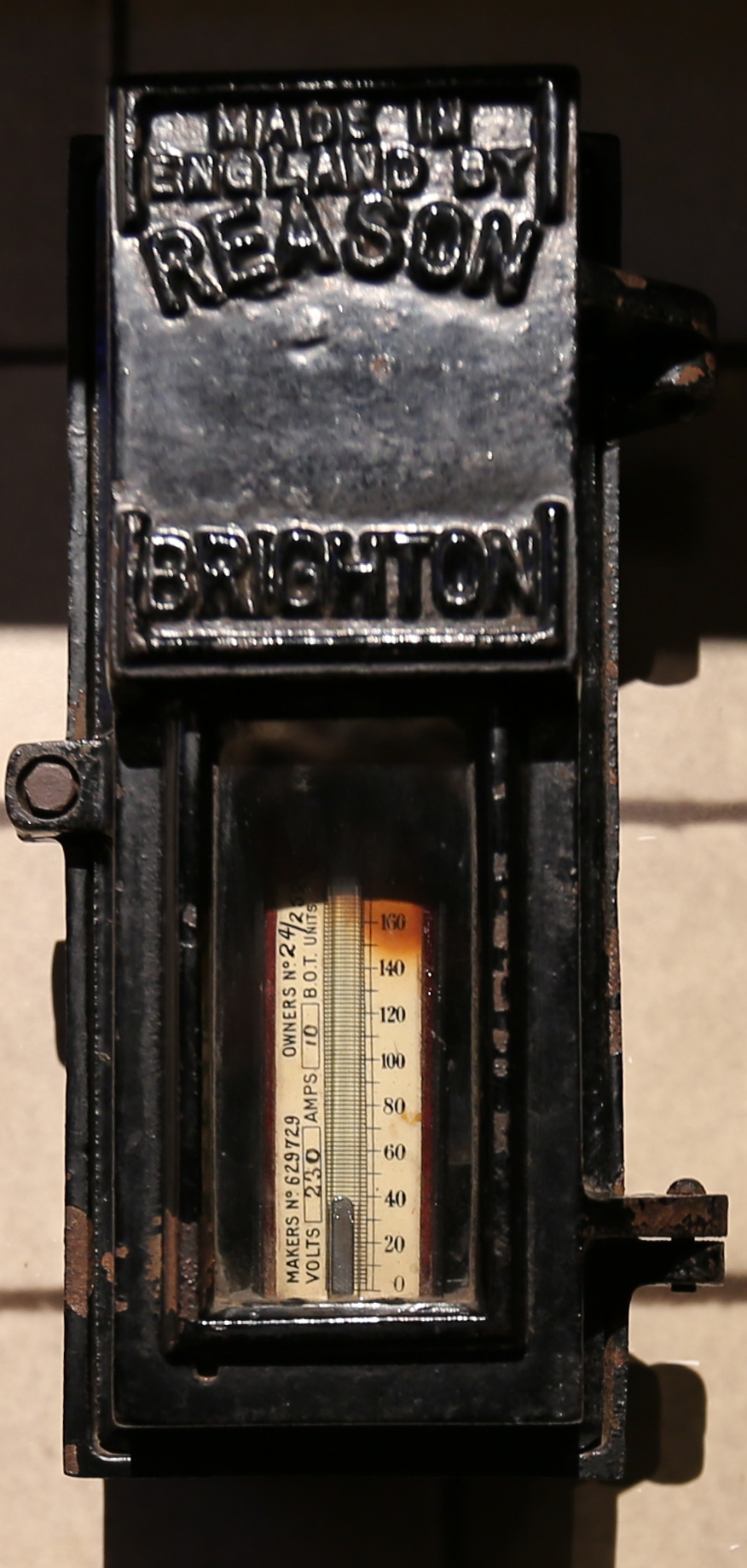
Un contatore Reason

### Corrente continua
Con l'uso commerciale dell'energia elettrica diffuso negli anni 80 dell'Ottocento, per fatturare correttamente ai clienti divenne necessario un contatore di energia elettrica, simile ai contatori del gas allora esistenti, invece di fatturare un numero fisso di lampade al mese.
I contatori DC misuravano il consumo in ampere ora. Poiché la tensione di alimentazione era sostanzialmente costante, la lettura del contatore era proporzionale all'energia effettivamente consumata. Ad esempio, se un contatore avesse registrato che erano state consumate 100 A con una fornitura di 200 volt, sarebbero stati forniti 20 chilowattora di energia.
Sono stati sviluppati molti tipi sperimentali di contatore. Thomas Edison inizialmente lavorò su un contatore elettromeccanico in corrente continua (DC) con un registro a lettura diretta, ma sviluppò invece un sistema di misurazione elettrochimico, che utilizzava una cella elettrolitica per totalizzare il consumo di corrente. A intervalli periodici i piatti venivano rimossi e pesati e il cliente fatturava. Il contatore elettrochimico era laborioso da leggere e non era ben accolto dai clienti.
Nel 1885 Ferranti realizzò un contatore a motore a mercurio con registro simile ai contatori del gas; questo aveva il vantaggio che il consumatore poteva leggere facilmente il contatore e verificare i consumi. Il primo misuratore di consumo di energia elettrica accurato e registrato fu un contatore DC di Hermann Aron, che lo brevettò nel 1883. Hugo Hirst della British General Electric Company lo introdusse commercialmente in Gran Bretagna dal 1888. Il misuratore di Aron registrava il consumo totale nel tempo e lo mostrava su una serie di quadranti dell'orologio.

### Corrente alternata

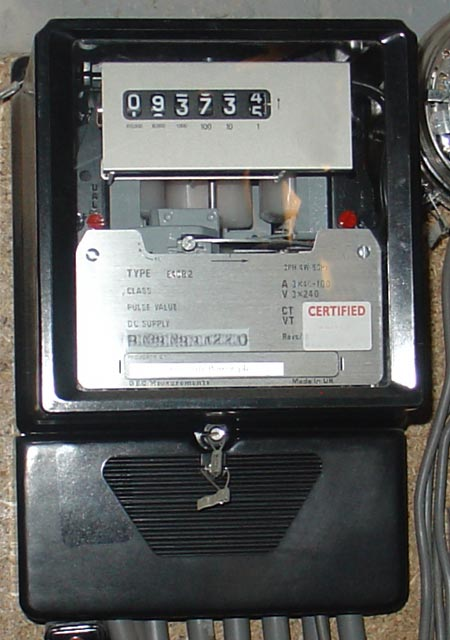
Un contatore elettromeccanico monofase ad induzione, 100 A (max), 240 V. Il disco del rotore orizzontale in alluminio è visibile al centro del misuratore

Il primo esemplare di chilowattora in corrente alternata prodotto sulla base del brevetto dell'ungherese Ottó Bláthy e a lui intitolato fu presentato dalla Ganz alla Fiera di Francoforte nell'autunno del 1889, e il primo chilowattora ad induzione venne commercializzato dalla fabbrica alla fine dello stesso anno. Questi furono i primi wattorametri a corrente alternata, conosciuti con il nome di Bláthy-meters. I contatori di kilowattora AC utilizzati attualmente funzionano secondo lo stesso principio dell'invenzione originale di Bláthy. Sempre intorno al 1889, Elihu Thomson della società americana General Electric sviluppò un wattmetro di registrazione (wattorametro) basato su un motore a collettore senza ferro. Questo misuratore superava gli svantaggi del tipo elettrochimico e poteva funzionare sia a corrente alternata che continua.
Nel 1894 Oliver Shallenberger della Westinghouse Electric Corporation applicò il principio di induzione precedentemente utilizzato solo negli amperorametri AC per produrre un wattorametro della moderna forma elettromeccanica, utilizzando un disco ad induzione la cui velocità di rotazione era resa proporzionale alla potenza nel circuito. Il misuratore Bláthy era simile al misuratore Shallenberger e Thomson in quanto sono misuratori motori a due fasi. Sebbene il misuratore di induzione funzionasse solo con corrente alternata, eliminava il delicato e fastidioso commutatore del contatore Thomson. Shallenberger si ammalò e non fu in grado di perfezionare il suo progetto iniziale, grande e pesante, sebbene sviluppò anche una versione polifase.

## Contabilizzazione
In Italia, la consegna a 230/400 V avviene attraverso il contatore elettrico che funge anche da limitazione della potenza assorbita, che ha lo scopo di contabilizzare i consumi per la fatturazione con un contatore di energia e definire il punto di consegna. Lo strumento è essenzialmente un wattmetro integratore elettromeccanico o, negli apparecchi recenti, elettronico, in grado di totalizzare l'energia attiva (potenza attiva integrata nel tempo) consumata. Nelle consegne trifase rilevanti, viene contabilizzata a parte anche l'energia reattiva, sulla quale è applicato un sovrapprezzo, in quanto dannosa per l'ente erogatore e perché potrebbe essere ridotta con dei condensatori.
La lettura avveniva manualmente da un addetto che si recava fisicamente nel luogo di installazione del contatore, mentre adesso avviene automaticamente tramite onde convogliate o via rete GSM.

## Contatore elettronico

### In Italia

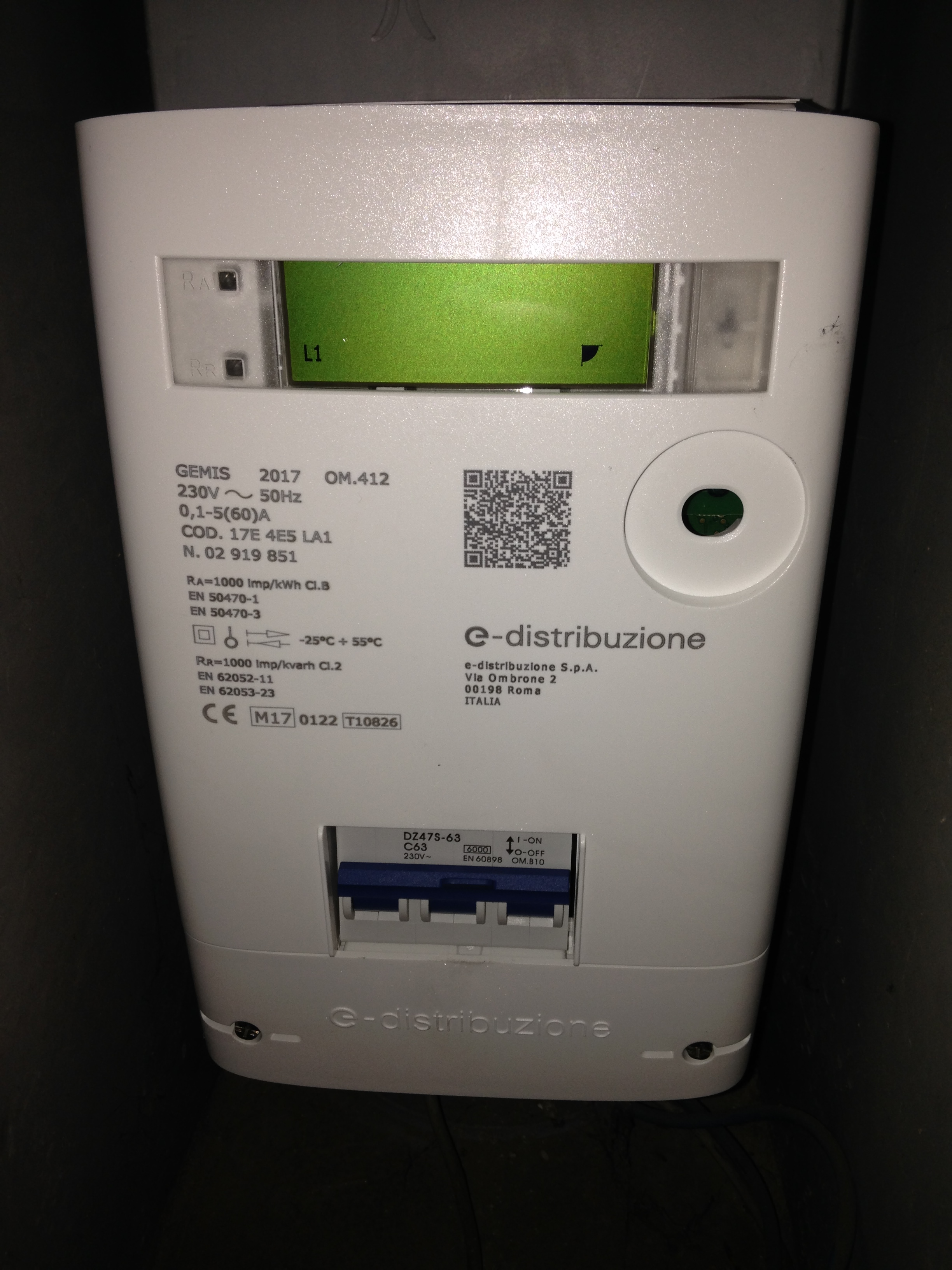
Contatore 2.0 GEMIS di e-distribuzione

In Italia i misuratori elettronici (smart meter) sono stati installati presso quasi tutti gli utenti finali, sulla spinta della flessibilità tariffaria propugnata dall'AEEG, seguendo una tempistica di installazione pianificata dalla delibera n. 292/2006. Nel 2007 si è conclusa l'installazione dei contatori elettronici per gli utenti in media tensione, mentre nel 2011 l'installazione copriva il 95% delle utenze in bassa tensione.
I contatori elettronici permettono la misura della potenza attiva e potenza reattiva immesse e prelevate; l'utente può quindi fornire energia alla rete, e ciò incentiva l'autoproduzione e l'uso delle fonti rinnovabili (in particolare gli impianti fotovoltaici). Tali contatori permettono inoltre di applicare tariffe diversificate per fasce orarie, spingendo gli utenti all'utilizzo degli elettrodomestici al di fuori delle ore di punta, e riflettendo giustamente il valore dell'energia elettrica sulla borsa dell'energia.
Il misuratore elettronico fornisce i seguenti dati:
- Ora corrente
- Numero del contatore
- Numero di utenza
- Media della potenza assorbita/erogata negli ultimi minuti (solitamente 2).
- A + = Totalizzatore energia attiva assorbita [kWh] (ciò che si paga all'Ente erogatore)
- A - = Totalizzatore energia attiva ceduta [kWh] (ciò che viene rimborsato dall'Ente erogatore)
- RQ1 = Energia reattiva induttiva assorbita [kVARh]
- RQ2 = Energia reattiva capacitiva prodotta [kVARh]
- RQ3 = Energia reattiva induttiva prodotta [kVARh]
- RQ4 = Energia reattiva capacitiva assorbita [kVARh]
- A+ (T1), (T2), (T3) e (T4) = Totalizzatore energia attiva assorbita in quattro diverse fasce orarie.

Gli scaricatori sono un dispositivo elettrico installabile nei contatori o nelle prese elettriche, per ridurre ulteriormente danni e pericoli in caso di sovratensione, derivante ad esempio da un fulmine.